# De rode keizerin
De rode keizerin is een stripreeks van de hand van scenarioschrijver Jean Dufaux en tekenaar Philippe Adamov. De reeks bestaat uit vier delen die uitsluitend met harde kaft uitgebracht werden. Het eerste deel kwam zowel in het Frans als in het Nederlands uit in 1999 bij uitgeverij Glénat/ Glénat Benelux in de collectie Prestige.

## Inhoud
De rode keizerin is een fantasy strip losjes gebaseerd op het levensverhaal van de historische vorstin van Rusland Catharina II. Zij was getrouwd met de infantiele tsaar Peter III. Hun huwelijk was geen succes. Peter die liever met soldaatjes speelde en vaak dronken was verloor het respect van Catharina. Zij vond hem ongeschikt om het land te regeren en bleef slechts bij hem met het oog op een troonopvolger. In de strip is de rivaliteit tussen beiden enorm uitvergroot, in wreedheid doen ze niet voor elkaar onder. Peter is impotent en verslind Catharina de ene na de andere minaar.
Zowel Catharina als Peter zoeken hulp bij de Zaparogen (Kozakken) als bondgenoten. Er woedt een machtsstrijd tussen de diverse clans van de Zaparogen. Inzet is het bezit van een kernkop afkomsti uit een basis in Siberie met oude kappotte atoomonderzeeërs. Adamov zegt hierover in 2000: "Wij hebben de verschillende gegevens over de geschiedenis en toekomst op een hoop gegooid en door elkaar gehusseld. Tegenwoordig is de hele situatie in Rusland gewoon een puinhoop. Jean en ik willen laten zien waar dat allemaal toe kan leiden".

## Personages
Hoofdpersonen naast Catharina en Peter zijn: Nicolas Pancock, minaar van de keizerin; Rostan (meer machine dan mens) en volgeling van Catharina; Adja, invloedrijke vrouwelijke bediende van Catharina; Drossof, een invloedrijke oligarch aan de zijde van Catharina.

## Albums
| Nummer | Titel                         | Verschenen | ISBN          |
| ------ | ----------------------------- | ---------- | ------------- |
| 1      | Het bloed van Sint-Bothratius | 1999       | 90 696 9215 5 |
| 2      | IJzeren harten                | 2001       | 90 696 9254 6 |
| 3      | Onreinen                      | 2002       | 90 696 9302 X |
| 4      | De grote potvissen            | 2003       | 90 696 9332 1 |